# Ramón Berenguer y Sabater
Ramón Berenguer y Sabater (Callosa de Segura, Alicante, 14 de diciembre de 1768 - Jumilla, Murcia, 18 de noviembre de 1812) fue un arquitecto español.

## Biografía
Ramón Berenguer se formó en la Academia de San Carlos de Valencia y la mayoría de sus obras se sitúan en Murcia, ciudad en la que se estableció en 1790. A él corresponden las obras del palacio de los condes de Floridablanca y el altar mayor de la iglesia de San Juan Bautista.
- Datos: Q6099463